# Mike Weinberg
Michael Andrew Weinberg (Los Angeles, Califórnia, 16 de fevereiro de 1993) é um ator norte-americano.
Weinberg nasceu na Califórnia, filho de Dana e Larry Weinberg, um executivo de relações públicas, é irmão mais novo do ator Matt Weinberg. Começou sua carreira aos seis anos de idade. Weinberg é conhecido por ter co-estrelado em 7th Heaven como "Billy West Jr." e estrelado o quarto filme da série Esqueceram de Mim. Em The Suite Life of Zack & Cody, Weinberg interpretou "Theo Cavanaugh", um garoto rico, que começa a sair com Zack.

## Filmografia
| Filmes      | Filmes                             | Filmes                  | Filmes               |
| Ano         | Título Original                    | Título (Brasil)         | Papel                |
| ----------- | ---------------------------------- | ----------------------- | -------------------- |
| 2000        | Spooky House                       | Spooky House            | Criança Halloween    |
| 2001        | Life as a House                    | Tempo de Recomeçar      | Adam Kimball         |
| 2002        | Stolen Summer                      | Em Busca do Céu         | Danny Jacobsen       |
| 2002        | Home Alone 4                       | Esqueceram de Mim 4     | Kevin McCallister    |
| 2003        | Touch 'Em All McCall               | Touch 'Em All McCall    | Sammy (para TV)      |
| 2003        | The Lone Ranger                    | The Lone Ranger         | Harmon Jr. (para TV) |
| Séries      |                                    |                         |                      |
| Ano         | Título                             | Papel                   | Notas                |
| 1999        | Oh Baby                            | Ernie (jovem)           | 1 episódio           |
| 1999        | Chicken Soup for the Soul          | Nicholas                | 1 episódio           |
| 1999        | ER                                 | Tommy                   | 1 episódio           |
| 2000        | Judging Amy                        | Ted Lawler              | 1 episódio           |
| 2000        | Two Guys, a Girl and a Pizza Place |                         | 1 episódio           |
| 2000        | Family Law                         | Scott Crowley           | 1 episódio           |
| 2000        | Dark Angel                         | Jude Thatcher           | 1 episódio           |
| 2001 / 2002 | 7th Heaven                         | Wilson 'Billy' West Jr. | 6 episódios          |
| 2003 / 2004 | Line of Fire                       | Hunter Sampson          | 4 episódios          |
| 2004        | Scrubs                             | Tyler                   | 1 episódio           |
| 2006        | The Suite Life of Zack & Cody      | Theo Cavenaugh          | (episode Kept Man)   |